# Nagi Matsumoto
Nagi Matsumoto (jap. 松本 凪生, Matsumoto Nagi; * 4. September 2001 in der Präfektur Osaka) ist ein japanischer Fußballspieler.

## Karriere

### Verein
Nagi Matsumoto erlernte das Fußballspielen in der Jugendmannschaft von Cerezo Osaka. Hier unterschrieb er 2020 auch seinen ersten Profivertrag. Der Verein aus Osaka, einer Stadt in der Präfektur Osaka, spielte in der höchsten japanischen Liga, der J1 League. Die U23-Mannschaft des Vereins spielte in der dritten Liga, der J3 League. Bereits als Jugendspieler kam er 26-mal mit der U23 in der dritten Liga zum Einsatz. 2021 wechselte er auf Leihbasis zum Tochigi SC. Mit dem Verein aus Utsunomiya spielte er 27-mal in der zweiten Liga. Die Saison 2022 spielte er auf Leihbasis beim ebenfalls in der zweiten Liga spielenden Ventforet Kofu. Am 15. Oktober 2022 stand er mit Kofu im Finale des japanischen Pokals, wo man im Elfmeterschießen den Erstligisten Sanfrecce Hiroshima besiegte. Nach zwei Spielzeiten, in denen er 59 Zweitligaspiele bestritt, wechselte er im Februar 2024 ebenfalls auf Leihbasis zum Zweitligisten Montedio Yamagata. Für den Verein aus Yamagata bestritt er 14 Zweitligaspiele. Nach der Ausleihe kehrte er im Januar 2025 zu Cerezo zurück. Ende März 2025 wurde er an den Zweitligisten Sagan Tosu verliehen.

### Nationalmannschaft
Nagi Matsumoto spielte von 2018 bis 2019 dreimal in der japanischen U18-Nationalmannschaft.

## Erfolge
Ventforet Kofu
- Japanischer Pokalsieger: 2022